# Reducció del prepuci del clítoris
La reducció del prepuci del clítoris, és un procediment de cirurgia plàstica per reduir la mida i l'àrea del prepuci del clítoris per exposar encara més el gland del clítoris.
De vegades es fa com una forma de cirurgia voluntària, on els objectius terapèutics són millorar el funcionament sexual de la pacient i el refinament estètic de la vulva. La reducció dels teixits del prepuci del clítoris sol ser una cirurgia subordinada dins d'un procediment de labioplàstia per reduir els llavis menors i, ocasionalment, en un procediment de vaginoplàstia. Les enquestes de les pacients han indicat satisfacció amb el resultat d'aquests procediments. No obstant això, el Col·legi Americà d'Obstretes i Ginecòlegs va publicar el 2007 la seva opinió en contra d'aquesta pràctica.

## Procediment quirúrgic
Els procediments de labioplàstia inclouen de tant en tant una reducció del prepuci del clítoris. Una tècnica per reduir del prepuci del clítoris és l'excisió (tall) bilateral dels teixits del prepuci que cobreixen el gland del clítoris, amb especial atenció a mantenir el gland a la línia mitjana. Una altra tècnica retalla (elimina) els plecs redundants del teixit del prepuci del clítoris, amb incisions paral·leles a l'eix llarg del clítoris.

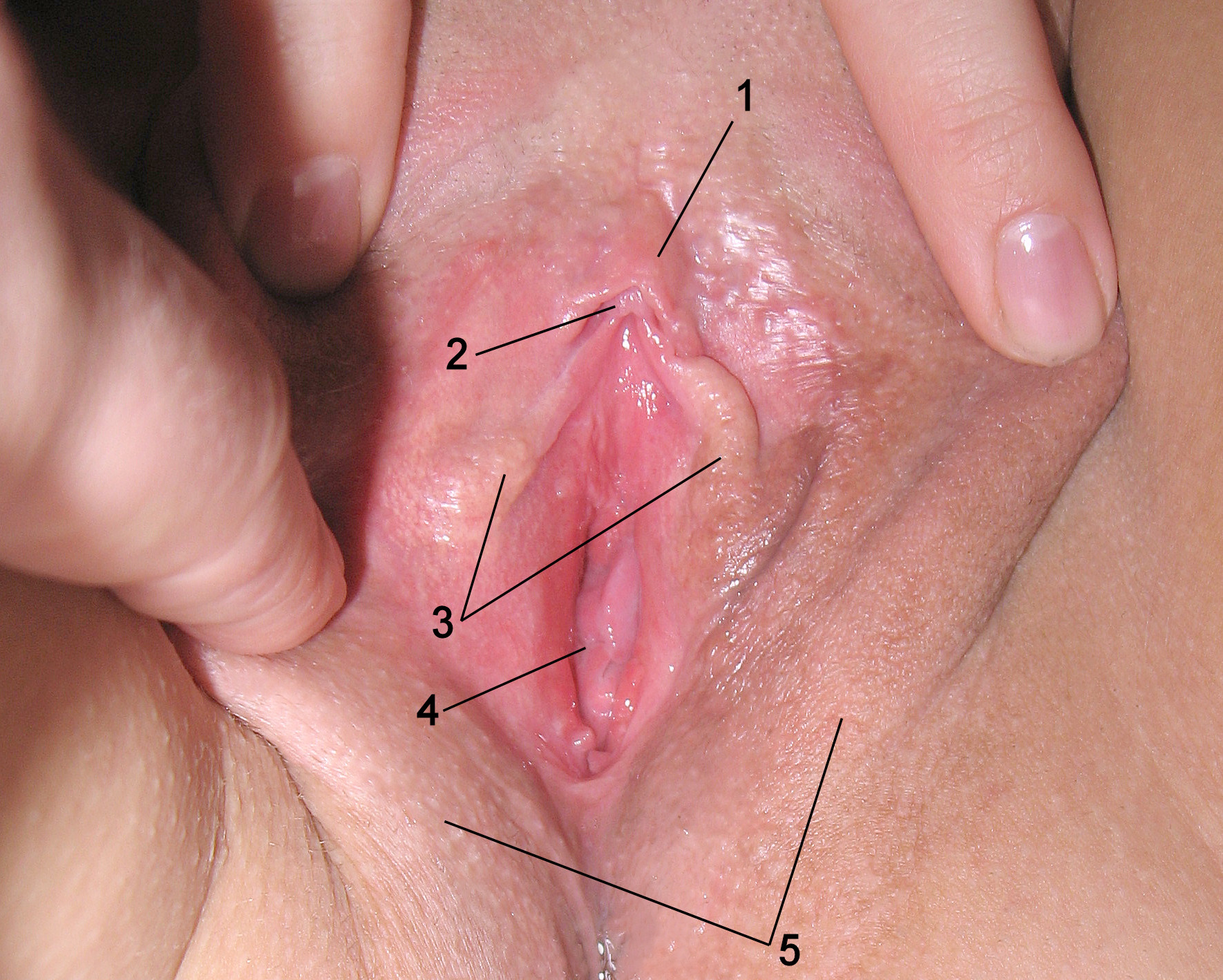
Anatomia externa del complex vulvo-vaginal, on s'indica el prepuci del clítoris (1), el clítoris (2), els llavis menors (3), la vagina (4) i els llavis majors (5)
Eliminació parcial i completa del prepuci del clítoris: estat inicial (1); eliminació completa (2); eliminació parcial (3); incisió (a), resultat (b)

La reducció del prepuci del clítoris es pot incloure en la tècnica de labioplàstia de resecció del llavi allargat, on s'aplica a les seccions exteriors del llavi una reducció dels teixits del prepuci del gland clítoris. No obstant això, ocasionalment la pell de prepuci en excés, al centre del prepuci del clítoris, es retira amb incisions separades.

## Resultats
Els estudis han informat d'un alt grau de satisfacció de les pacients amb els canvis estètics del complex vulvo-vaginal després d'una labioplàstia i d'una baixa taxa d'incidència de complicacions mèdiques.

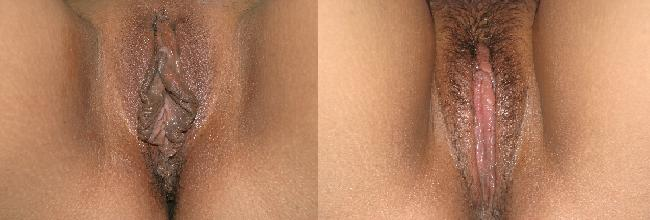
Resultat d'una labiaplàstia amb reducció del prepuci del clítoris abans (esquerra) / després (dreta)

L'estudi Aesthetic Labia Minora and Clitoral Hood Reduction using Extended Central Wedge Resection (2008) ha informat que d'una mostra de 407 dones:
- la puntuació mitjana de satisfacció de les pacients era de 9,2 punts en una escala de 10 punts;
- el 98% estaven satisfetes amb els resultats de la reducció labial;
- el 95% experimentaven molèsties reduïdes;
- el 93% experimentaven una autoestima millorada;
- el 71% experimentaven una millora en el funcionament sexual;
- el 4,4% van experimentar complicacions mèdiques;
- el 0,6% (una dona) va informar d'una disminució del funcionament sexual.

L'estudi Expectations and Experience of Labial Reduction: A Qualitative Study (2007) va informar que les dones que es van sotmetre a labioplàsties tenien grans expectatives d'eliminar el malestar i el dolor del pubis, de millorar l'aspecte estètic de la vulva i millorar el seu funcionament sexual. La majoria de les dones experimentaven una autoestima millorada; no obstant, l'estudi també va informar que l'assessorament psicològic formal abans de l'operació quirúrgica sobre el que cal esperar i el que no esperar d'un procediment de reducció del prepuci del clítoris i dels llavis podria ser molt bo per a la possible pacient, ajudant-la a establir expectatives realistes per a la seva bellesa genital i mental després d'aquest procediment.

## Crítiques
La reducció del prepuci del clítoris parcial o total està classificada per l'Organització Mundial de la Salut com a «mutilació genital femenina» (MGF) tipus 1A.
El Col·legi Americà d'Obstretes i Ginecòlegs (American College of Obstetricians and Gynecologists, ACOG) va publicar l'Opinió del Comitè núm. 378: «Rejoveniment» i procediments vaginals estètics (2007), on apareix la seva declaració de política formal d'oposició a les publicitats de descriuen la labioplàstia i els procediments vaginoplàstics com «pràctiques quirúrgiques acceptades i rutinàries». L'ACOG posa en dubte la seguretat mèdica i l'eficàcia terapèutica de les tècniques i procediments quirúrgics per realitzar operacions vaginoplàstiques, com ara labioplàsties, rejoveniment vaginal, modificacions de la vagina, revirginació i l'amplificació del punt G, i recomana que les dones que busquen tals cirurgies vaginoplàstiques rebin una informació completa, amb les estadístiques de seguretat quirúrgica disponibles, dels possibles riscos per a la salut (com per exemple, els causats per una infecció de la ferida quirúrgica), de danys als nervis pudendals (resultant una vulva insensible o excessivament sensible), de dispareùnia (coit dolorós), d'adherències de teixits (quists epidermoides), i de cicatrius doloroses.

## Riscos
Els nervis dorsals del clítoris viatgen per sobre del clítoris al llarg del cos del clítoris. Es pot produir una lesió permanent d'aquests nervis amb les reduccions del prepuci del clítoris.